# Alba Berlin
Alba Berlin – niemiecki zawodowy klub koszykarski z siedzibą w Berlinie. Klub powstał w 1991 roku, a dwa lata później jego sponsorem została firma zajmująca się przetwarzaniem odpadów – Alba AG. Zespół jest popularny pod pseudonimem Albatrosy z Berlina.
Od 2008 zawodowa drużyna rozgrywa mecze w hali Mercedes-Benz Arena. Od przeprowadzki spotkania ligi niemieckiej ogląda średnio ponad 10 000 widzów, jest to najwyższy wynik w Europie.
Do najbardziej znanych zawodników, którzy przywdziewali barwy tego klubu należą: Zoran Radović (1990-93), Teoman Öztürk (1991-97, 2000-04), Henrik Rödl (1993-04), Saša Obradović (1994-97), Wasilij Karasiow (1997-98), Marko Pesić (1995-99, 2000-04), Wendell Alexis (1996-02), Patrick Femerling (1998-00, 2007-09), Ademola Okulaja (1999-00), Dejan Koturović (2000-02), Jiří Zídek (2001-02), Szymon Szewczyk (2003-05) czy Blagota Sekulić (2009-do dzisiaj).
Trenerami byli natomiast Emir Mutapčić i Svetislav Pešić.

## Hale
- Sömmeringhalle: (1991–1996)

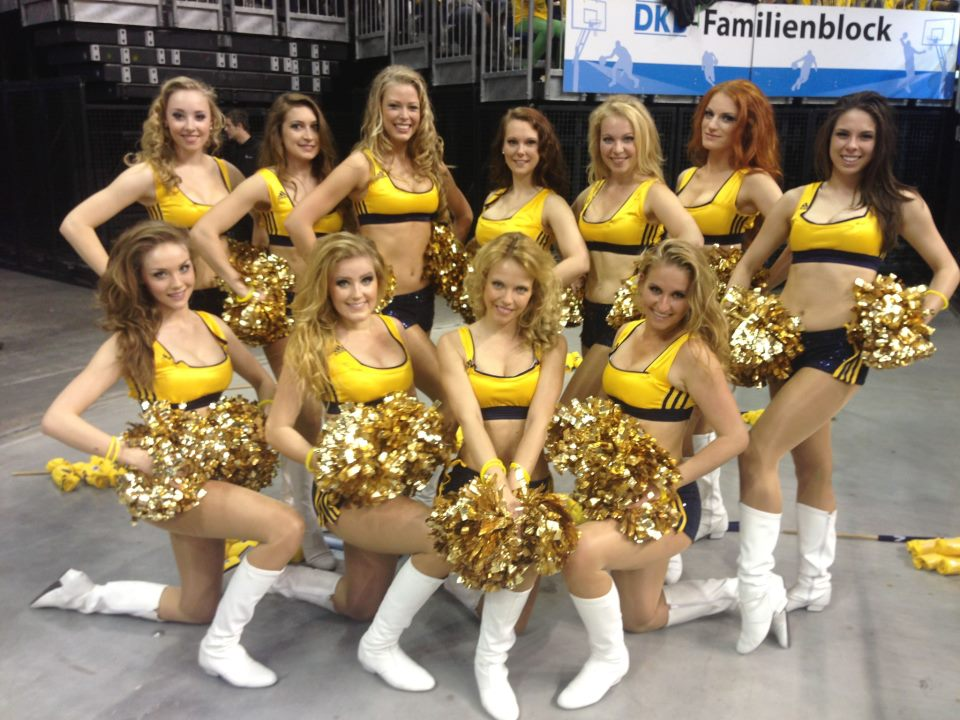
Tancerki Alby w 2013

- Deutschlandhalle: (1995), wykorzystana jedynie jeden raz w Pucharze Koracia (1994/1995)
- Max-Schmeling-Halle: (1996–2008)
- Mercedes-Benz Arena: (od 2008)

## Trenerzy
- Svetislav Pešić: (1993–2000)
- Emir Mutapčić: (2000–2005)
- Henrik Rödl: (2005–2007)
- Luka Pavićević: (2007–2011)
- Muli Katzurin: (2011)
- Gordon Herbert: (2011–2012)
- Saša Obradović: (2012–2016)
- Ahmet Çakı: (2016–2017)
- Aíto García Reneses: (2017–2021)
- Israel González: (od 2021)

## Osiągnięcia
- 11-krotny mistrz Niemiec w latach 1997–2003, 2008, 2020, 2021, 2022
- 11-krotny zdobywca Pucharu Niemiec w latach 1997, 1999, 2002-03, 2006, 2009, 2013, 2014, 2016, 2020, 2022
- zdobywca Pucharu Koracia w 1995

## Wyniki sezon po sezonie
| sezon   | liga       | sezon zasadniczy | play off    | Puchar Niemiec | Europa                                   |
| ------- | ---------- | ---------------- | ----------- | -------------- | ---------------------------------------- |
| 1990–91 | Bundesliga | 3.               | wicemistrz  | –              | ćwierćfinał w Pucharze Koracia           |
| 1991–92 | Bundesliga | 3.               | wicemistrz  | –              | udział w pucharze Europy                 |
| 1992–93 | Bundesliga | 2.               | ćwierćfinał | –              | udział w Pucharze Koracia                |
| 1993–94 | Bundesliga | 3.               | półfinał    | –              | udział w Pucharze Koracia                |
| 1994–95 | Bundesliga | 2.               | wicemistrz  | –              | zwycięzca Pucharu Koracia *              |
| 1995–96 | Bundesliga | 2.               | wicemistrz  | –              | ćwierćfinał w Pucharze Koracia           |
| 1996–97 | Bundesliga | 1.               | mistrz      | zwycięzca      | udział w lidze europejskiej              |
| 1997–98 | Bundesliga | 1.               | mistrz      | –              | ćwierćfinał w lidze europejskiej *       |
| 1998–99 | Bundesliga | 1.               | mistrz      | zwycięzca      | udział w lidze europejskiej              |
| 1999–00 | Bundesliga | 1.               | mistrz      | finalista      | udział w lidze europejskiej              |
| 2000–01 | Bundesliga | 1.               | mistrz      | –              | ćwierćfinał w SuproLeague                |
| 2001–02 | Bundesliga | 5.               | mistrz      | zwycięzca      | udział w Euroleague                      |
| 2002–03 | Bundesliga | 2.               | mistrz      | zwycięzca      | udział w Euroleague                      |
| 2003–04 | Bundesliga | 1.               | półfinał    | –              | udział w Euroleague                      |
| 2004–05 | Bundesliga | 1.               | półfinał    | –              | udział w ULEB Cup                        |
| 2005–06 | Bundesliga | 1.               | wicemistrz  | zwycięzca      | udział w ULEB Cup                        |
| 2006–07 | Bundesliga | 1.               | ćwierćfinał | –              | 1/8 finału w ULEB Cup                    |
| 2007–08 | Bundesliga | 1.               | mistrz      | –              | udział w ULEB Cup                        |
| 2008–09 | Bundesliga | 1.               | półfinał    | zwycięzca      | Euroleague Top 16                        |
| 2009–10 | Bundesliga | 2.               | ćwierćfinał | –              | finał Eurocup *                          |
| 2010–11 | Bundesliga | 3.               | wicemistrz  | –              | Eurocup Top 16                           |
| 2011–12 | Bundesliga | 3.               | ćwierćfinał | –              | Eurocup Top 16                           |
| 2012–13 | Bundesliga | 5.               | ćwierćfinał | zwycięzca      | Euroleague Top 16 (4 zwycięstwa *)       |
| 2013–14 | Bundesliga | 3.               | wicemistrz  | zwycięzca      | Eurocup Top 8                            |
| 2014–15 | Bundesliga | 2.               | półfinał    | –              | Euroleague Top 16                        |
| 2015–16 | Bundesliga | 6.               | ćwierćfinał | zwycięzca      | Eurocup Top 16                           |
| 2016–17 | Bundesliga | 6.               | ćwierćfinał | –              | Eurocup Top 16                           |
| 2017–18 | Bundesliga | 2.               | wicemistrz  | finalista      | Eurocup Top 16                           |
| 2018–19 | Bundesliga | 3.               | wicemistrz  | finalista      | Eurocup – wicemistrz                     |
| 2019–20 | Bundesliga | 4.               | mistrz      | mistrz         | Euroliga                                 |
| 2020–21 | Bundesliga | 2.               | mistrz      | finalista      | Euroliga – faza zasadnicza (15. miejsce) |
| 2021–22 | Bundesliga | 1.               |             | mistrz         | Euroliga – faza zasadnicza (10. miejsce) |

(*) sukces jako pierwsza niemiecka drużyna

## Rekordy
| sezon   | MVP ligi niemieckiej |
| ------- | -------------------- |
| 1993/94 | Teoman Alibegović    |
| 1995/96 | Henrik Rödl          |
| 1997/98 | Wendell Alexis       |
| 1999/00 | Wendell Alexis       |
| 2001/02 | Wendell Alexis       |
| 2002/03 | Jovo Stanojević      |
| 2005/06 | Jovo Stanojević      |
| 2007/08 | Julius Jenkins       |
| 2009/10 | Julius Jenkins       |

| miejsce | najlepiej rzucający | punkty | mecze |
| ------- | ------------------- | ------ | ----- |
| 1.      | Wendell Alexis      | 5922   | 341   |
| 2.      | Henrik Rödl         | 5226   | 512   |
| 3.      | Julius Jenkins      | 4154   | 272   |
| 4.      | Marko Pešić         | 3623   | 382   |
| 5.      | Jovo Stanojević     | 3305   | 216   |
| 6.      | Teoman Alibegović   | 3253   | 159   |
| 7.      | Teoman Öztürk       | 2691   | 489   |
| 8.      | Saša Obradović      | 2627   | 157   |
| 9.      | Stephan Baeck       | 2505   | 218   |
| 10.     | Immanuel McElroy    | 2103   | 212   |

| miejsce | najwięcej występów | mecze | lata |
| ------- | ------------------ | ----- | ---- |
| 1.      | Henrik Rödl        | 512   | 11   |
| 2.      | Teoman Öztürk      | 489   | 10   |
| 3.      | Marko Pešić        | 382   | 8    |
| 4.      | Wendell Alexis     | 341   | 6    |
| 5.      | Jörg Lütcke        | 324   | 8    |
| 6.      | Julius Jenkins     | 272   | 5    |
| 7.      | Stefano Garris     | 238   | 7    |
| 8.      | Patrick Femerling  | 220   | 5    |
| 9.      | Stephan Baeck      | 218   | 5    |
| 10.     | Jovo Stanojević    | 216   | 5    |

## Składy

### Skład 2014/15
| Nr | Poz. | Nar.               | Nazwisko i imię             | Data urodzenia | Wzrost | Masa ciała |
| -- | ---- | ------------------ | --------------------------- | -------------- | ------ | ---------- |
| 5  | SG   | Niemcy             | Giffey, Niels               | 1991-06-09     | 201 cm | 93 kg      |
| 7  | SF   | Niemcy             | King, Alex                  | 1985-02-20     | 200 cm | 103 kg     |
| 8  | PG   | Niemcy             | Akpinar, Ismet              | 1995-05-22     | 190 cm | 80 kg      |
| 9  | G    | Belgia             | Tabu, Jonathan              | 1985–10-07     | 190 cm | 88 kg      |
| 11 | G    | Niemcy             | Vargas, Akeem               | 1990-04-29     | 192 cm | 90 kg      |
| 13 | PF   | Chorwacja          | Banić, Marko                | 1984-08-31     | 206 cm | 113 kg     |
| 15 | SF   | Stany Zjednoczone  | Redding, Reggie             | 1988–07-18     | 196 cm | 95 kg      |
| 18 | C    | Niemcy             | Wohlfarth-Bottermann, Jonas | 1990-02-20     | 208 cm | 100 kg     |
| 19 | G    | Macedonia Północna | Stojanovski, Vojdan         | 1987-12-9      | 194 cm | 87 kg      |
| 20 | PG   | Stany Zjednoczone  | Renfroe, Alex               | 1986-05-23     | 191 cm | 80 kg      |
| 22 | C    | Niemcy             | Seiferth, Martin            | 1990–09-18     | 208 cm | 104 kg     |
| 25 | PG   | Stany Zjednoczone  | Hammonds, Clifford          | 1985-12-18     | 191 cm | 91 kg      |
| 33 | PF   | Stany Zjednoczone  | McLean, Jamel               | 1988–04-18     | 203 cm | 104 kg     |
| 43 | C    | Chorwacja          | Radošević, Leon             | 1990-02-26     | 209 cm | 102 kg     |

Trener:  Saša Obradović
 Asystenci:  Milenko Bogićević •  Mauricio Parra

### Skład w Pucharze Koracia 1994-95
Patrick Falk
Oliver Braun
Jorg Lutcke
Sebastian Machowski
Henrik Rodl
Dawid Jarosz
Teoman Alibegović
Ademola Okulaja
Teoman Ozturk
Saša Obradović
Stephan Baeck
Gunther Behnke
trener Svetislav Pešić

## Spotkania przeciw drużynom NBA
| Data      | Alba Berlin | Wynik | Zespół NBA        | Miejsce          |
| --------- | ----------- | ----- | ----------------- | ---------------- |
| 6.10.2012 | Alba Berlin | 84–89 | Dallas Mavericks  | O2 World, Berlin |
| 8.10.2014 | Alba Berlin | 94–93 | San Antonio Spurs | O2 World, Berlin |

## Zastrzeżone numery
| Nr | Nar.              | Zawodnik       | Pozycja | Przedział czasowy |
| -- | ----------------- | -------------- | ------- | ----------------- |
| 4  | Niemcy            | Henrik Rödl    | SF      | 1993–2004         |
| 12 | Stany Zjednoczone | Wendell Alexis | PF      | 1996–2002         |